# Joseph Gangkofner
(Carl) Joseph Gangkofner (* 2. März 1804 in Oberstuben (Reisbach); † 5. Februar 1862 in Dinkelsbühl) war ein deutscher Mediziner und Politiker.

## Leben
Gangkofner, Sohn eines Bauern, studierte ab 1823 Philosophie und Medizin an den Universitäten in Landshut und München. In München war er ab 1825 Mitglied des Corps Bavaria. 1828 promovierte er in München zum Dr. med. 1827 wurde er Arzt an einem Krankenhaus in München, 1828 Armenarzt in Passau. Von 1829 bis 1837 war er als praktischer Arzt in Schwabach und Regensburg niedergelassen. 1837 wurde er Landgerichtsarzt in Pottenstein, 1852 in Dinkelsbühl.
Vom 18. Mai 1848 bis 29. November 1848 gehörte Gangkofner als fraktionsloses Mitglied der Frankfurter Nationalversammlung an.